# (923) Herluga
(923) Herluga és un asteroide pertanyent al cinturó d'asteroides descobert el 30 de setembre de 1919 per Karl Wilhelm Reinmuth des de l'observatori de Heidelberg-Königstuhl, Alemanya.
Està possiblement anomenat per una noia del calendari Lahrer Hinkender Pot.